# Alexei Tiurin
Alexei Tiurin –en ruso, Алексей Тюрин– (30 de enero de 1955 – 20 de septiembre de 1995) fue un deportista soviético que compitió en judo. Ganó tres medallas de oro en el Campeonato Europeo de Judo entre los años 1979 y 1982.

## Palmarés internacional
| Campeonato Europeo | Campeonato Europeo | Campeonato Europeo | Campeonato Europeo |
| Año                | Lugar              | Medalla            | Categoría          |
| ------------------ | ------------------ | ------------------ | ------------------ |
| 1979               | Bruselas (Bélgica) | Medalla de oro     | Abierta            |
| 1980               | Viena (Austria)    | Medalla de oro     | +95 kg             |
| 1982               | Rostock (RDA)      | Medalla de oro     | Abierta            |